# Marino Guarnieri
Marino Guarnieri (Napoli, 29 maggio 1975) è un regista, animatore e illustratore italiano.
È noto soprattutto per essere uno dei registi del film in animazione Gatta Cenerentola, uscito nelle sale nel 2017.

## Biografia
È stato l'aiuto regista e il montatore del film in animazione L'arte della felicità del 2013, vincitore degli European Film Awards 2014, prodotto dallo studio napoletano Mad Entertainment. Nel 2017 ha diretto, insieme ad Alessandro Rak, Ivan Cappiello e Dario Sansone il lungometraggio di animazione Gatta Cenerentola, prodotto da Mad Entertainment e Rai Cinema. Il film si è aggiudicato molti riconoscimenti, tra cui il Nastro d'argento e diverse candidature al David di Donatello 2018, rassegna nella quale è stato premiato con il David di Donatello per il miglior produttore e con il David di Donatello per i migliori effetti speciali visivi; è stato inoltre selezionato dall’Academy of Motion Picture Arts and Sciences, l’associazione che assegna gli Oscar, nella short list di 26 film tra cui sono stati scelti i cinque nominati per l’Oscar per il Miglior film d’animazione.
Dal 2017 è membro del Consiglio direttivo di ASIFA Italia, l'associazione degli autori e dei professionisti dell'animazione italiana, di cui è stato eletto presidente nel 2019.

## Filmografia

### Aiuto regista e montatore
- L'arte della felicità, regia di Alessandro Rak (2013)

### Regista e sceneggiatore
- Gatta Cenerentola, co-regia di Alessandro Rak, Ivan Cappiello e Dario Sansone (2017)

### Aiuto regista, soggetto e montatore
- Yaya e Lennie - The Walking Liberty, regia di Alessandro Rak (2021)